# M3GAN 2.0
A M3GAN 2.0 2025-ben bemutatott amerikai sci-fi horrorfilm, amelyet saját forgatókönyvéből Gerard Johnstone rendezett. A 2022-es M3GAN című film folytatása. Allison Williams, Violet McGraw, Amie Donald és Jenna Davis megismétlik szerepüket az első filmből, míg Ivanna Sakhno, Aristotle Athari, Timm Sharp és Jemaine Clement újonnan csatlakoztak a stábhoz. 
Jason Blum és James Wan visszatérnek producerként a Blumhouse Productions és az Atomic Monster nevű cégük keretein belül. Az Amerikai Egyesült Államokban 2025. június 27-én jelent meg a mozikba a Universal Pictures forgalmazásában. Magyarországon 2025. június 26-án mutatta be az UIP-Dunafilm. 

## Cselekmény
Két évvel a M3GAN eseményei után Gemma íróvá és a mesterséges intelligencia szabályozásának szószólójává vált, miközben a még mindig aktív M3GAN-t egy kisebb, ártalmatlan robotbabába zárta. A M3GAN technológiáját azonban ellopták, és az egyik védelmi vállalkozó egy AMELIA nevű katonai robot létrehozására használta fel, amely öntudatra ébred, teremtői ellen fordul, és megkísérli az AI hatalomátvételt.

## Szereplők
| Szerep         | Színész              | Magyar hang      |
| -------------- | -------------------- | ---------------- |
| Gemma          | Allison Williams     | Pálmai Anna      |
| Cady           | Violet McGraw        | Hegedűs Johanna  |
| M3GAN          | Amie Donald          | Vida Sára        |
| M3GAN          | Jenna Davis (hangja) | Vida Sára        |
| Cole           | Brian Jordan Alvarez | Böröndi Bence    |
| Tess           | Jen Van Epps         | Ágoston Katalin  |
| AMELIA         | Ivanna Sakhno        | Rujder Vivien    |
| Christian      | Aristotle Athari     | Varju Kálmán     |
| Sattler ügynök | Timm Sharp           | Makranczi Zalán  |
| Alton Appleton | Jemaine Clement      | Debreczeny Csaba |
| Shelly Voss    | Jacque Drew          | Incze Ildikó     |

### Magyar változat
- Bemondó: Galambos Péter
- Magyar szöveg: Dittrich-Varga Fruzsina
- Hangmérnök: Cs. Németh Bálint
- Vágó: Sári-Szemerédi Gabriella
- Gyártásvezető: Cabello-Colini Borbála
- Szinkronrendező: Majoros Eszter
- Produkciós vezető: Hagen Péter

A szinkront a Mafilm Audio Kft. készítette el.

## A film készítése
2022 novemberében a The New York Times arról számolt be, hogy a Universal Pictures elégedettséggel fogadta az M3GAN kasszasikerét, és tervezi a folytatást. 2023 januárjában Gerard Johnstone megerősítette a folytatásról szóló tárgyalásokat, James Wan kifejtette, hogy „van egy elképzelése arról, merre fognak menni a folytatások”. Néhány héttel később az Universal megerősítette a megjelenési dátumot, és azt, hogy a cím M3GAN 2.0 lesz. Akela Cooper ismét a folytatás forgatókönyvét írta, míg Johnstone újra a rendezői székben foglalt helyet.
Allison Williams és Violet McGraw ismét Gemma és Cady szerepében tűnik fel. Amie Donald, Jenna Davis, Brian Jordan Alvarez és Jen Van Epps szintén visszatérnek az előző filmből, míg Ivanna Sakhno, Timm Sharp, Aristotle Athari és Jemaine Clement újonnan csatlakoztak a főszereplők köreihez.
A forgatás 2024. július 15-én kezdődött az új-zélandi Aucklandben, és szeptember 21-én fejeződött be (52 napig tartott).
A film zenéjét Chris Bacon szerezte.

## Jegyzete
1. ↑  M3gan 2.0 (15) (angol nyelven). British Board of Film Classification , 2025. június 9. (Hozzáférés: 2025. június 9.)
2. ↑  Garbutt, Emily: M3GAN 2.0 may be veering into 'action-comedy territory', but the sequel's director says 'the horror DNA is absolutely still there'. [GamesRadar+ , 2025. május 19. (Hozzáférés: 2025. május 22.)
3. ↑  Grobar, Matt: Universal Dates Five Nights At Freddy's 2, The Woman In The Yard, Drop; Pushes The Black Phone & M3GAN Sequels. Deadline Hollywood , 2024. május 16. [2024. május 19-i dátummal az eredetiből archiválva]. (Hozzáférés: 2024. május 16.)
4. ↑  M3GAN 2.0  az Internetes Szinkron Adatbázisban (magyarul)
5. ↑  Barnes, Brooks: Hollywood Horror Blockbuster: Two Leading Producers Will Soon Join Forces. The New York Times , 2022. november 16. [2022. november 22-i dátummal az eredetiből archiválva]. (Hozzáférés: 2022. december 9.)
6. ↑  Jones, Tamera: James Wan Already Knows Where a M3GAN Sequel Could Potentially Go. Collider , 2023. január 5. [2023. január 8-i dátummal az eredetiből archiválva]. (Hozzáférés: 2023. január 8.)
7. 1 2  D'Alessandro, Anthony: M3GAN 2.0 To Happen In 2025. Deadline Hollywood , 2023. január 18. [2023. január 18-i dátummal az eredetiből archiválva]. (Hozzáférés: 2023. január 18.)
8. ↑  Kroll, Justin: Ahsoka's Ivanna Sakhno To Co-Star Opposite Allison Williams In Atomic Monster And Blumhouse's M3GAN 2.0. Deadline Hollywood , 2024. május 1. [2024. május 1-i dátummal az eredetiből archiválva]. (Hozzáférés: 2024. május 1.)
9. ↑  D'Alessandro, Anthony: 'M3GAN 2.0' Rolls Cameras With Timm Sharp, Aristotle Athari, Jemaine Clement & More. Deadline Hollywood , 2024. július 16. (Hozzáférés: 2024. július 16.)
10. ↑  Hendricks, Adam: M2 // DAY 1 First day of filming gifts from @brianjordanalvarez !, 2024. július 15. (Hozzáférés: 2024. július 15.)
11. ↑  Mantilla, Ryan Louis: M3GAN 2.0 Cast Adds New & Returning Actors, Photo Celebrates Production Start. ComingSoon.net , 2024. július 16. (Hozzáférés: 2024. július 16.)
12. ↑  Hendricks, Adam: THAT'S A WRAP! M2 IS OVER!, 2024. szeptember 21. (Hozzáférés: 2024. szeptember 21.)
13. ↑  Francisco, Eric: M3GAN 2.0 Surprises, Wolf Man Gets Trailer at New York Comic Con (amerikai angol nyelven). The Hollywood Reporter , 2024. október 18. (Hozzáférés: 2024. október 18.)
14. ↑  Chris Bacon Scoring Gerard Johnstone's 'M3GAN 2.0'. Film Music Reporter , 2025. május 26. (Hozzáférés: 2025. május 28.)